# Santuário de Ceres, Líber e Líbera

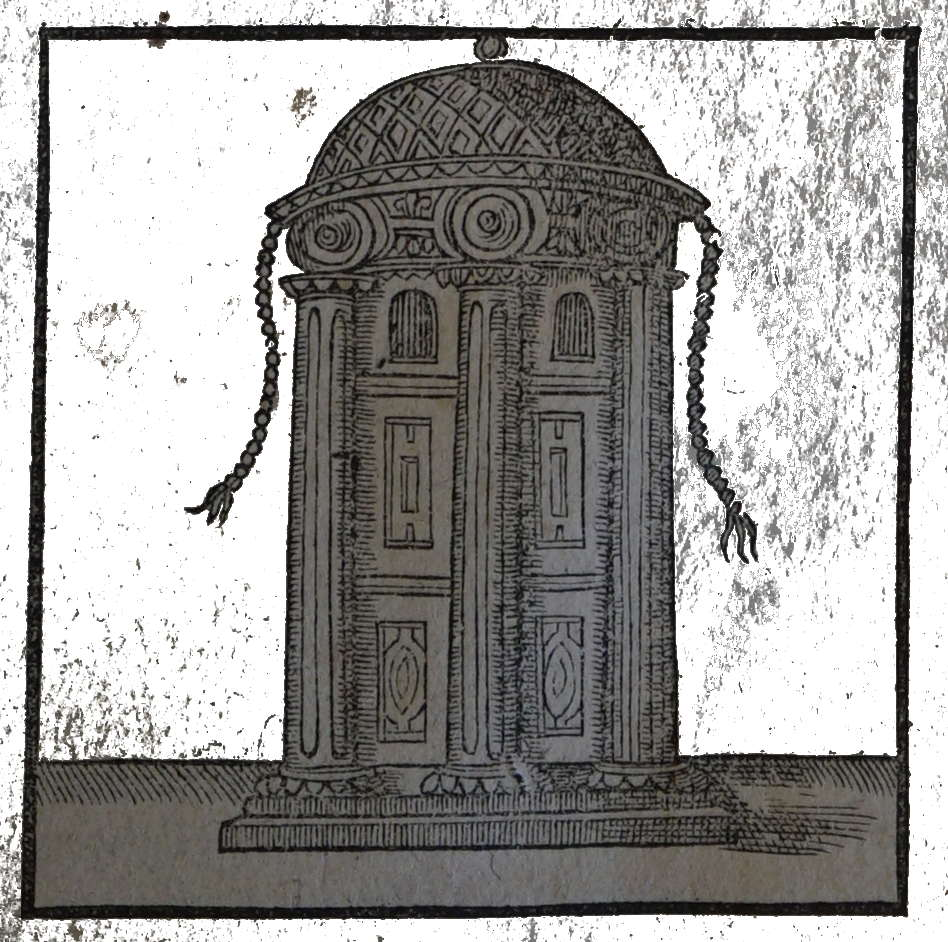
O Templo de Ceres, Liber e Libera de um trecho do livro “As Décadas... de Titus Livius...”.

Santuário de Ceres, Líber e Líbera era um templo da Roma Antiga que ficava localizado no monte Aventino, no rione Ripa. Era dedicado à tríade de origem dionísica de Líber, Líbera e Ceres, uma transposição latina dos deuses gregos Dionísio, Deméter e Cora.

## História
Este templo foi prometido em 496 a.C. pelo ditador Aulo Postúmio depois de uma resposta recebida dos Livros Sibilinos. Contudo, o mais provável é o que a promessa, às vésperas da importante Batalha do Lago Régilo, provavelmente tinha por objetivo convencer a plebe a participar do conflito. Seja como for, o templo foi dedicado em 493 a.C. por Espúrio Cássio Vecelino, o que lhe conferiu uma conotação fortemente plebeia.
Por conta disto, ele pode ser considerado como sendo a resposta plebeia ao "aristocrático" templo da Tríade Capitolina (o Templo de Júpiter Capitolino), que deu origem ao culto triádico. Nele eram adorados Ceres, Líber e Líbera, divindades que, em suas versões gregas (Dionísio, Deméter e Cora), já contavam com um grande número de seguidores na Magna Grécia. Cícero conta que as sacerdotisas dedicadas ao culto triádico plebeu provinham única e exclusivamente da Magna Grécia, uma informação cuja confirmação depende unicamente das fontes literárias.
Em 210 a.C., os edis plebeus Quinto Cássio e Lúcio Pórcio Licínio determinaram, com dinheiro obtido de multas aplicadas, a dedicação de algumas estátuas de bronze ao templo e também organizaram jogos com o esplendor que era possível dadas as dificuldades pelas quais passava a República Romana, imersa na Segunda Guerra Púnica.
Engolfado por um incêndio em 31 a.C., ano da Batalha de Áccio, foi reconsagrado apenas em 17 pelo sucessor de Augusto, Tibério.

## Descrição
Como não há registros arqueológicos do templo, a única fonte para uma descrição deste templo foi dada por Vitrúvio. O terceiro livro de seu tratado "De architectura" conta que era era um templo aerostilo, o que pressupõe o emprego de um intercolúnios bastante amplo. A partir desta informação se pode deduzir que o entablamento provavelmente era de madeira para aliviar o peso sobre as (poucas) colunas. Ele acrescenta ainda que o templo era "achatado", ou seja, largo e baixo, um formato típico da ordem toscana. A decoração do frontão era do tipo etrusco, com o uso de terracotas. As paredes da cela foram decoradas sucessivamente com pinturas de "Damophilos" e "Gorgasos", artistas da Magna Grécia muito apreciados.

## Uso político
Desde a sua dedicacão, o Templo de Ceres, Líber e Líbera assumiu uma característica fortemnte plebeia e, durante a sua longa vida, foi palco de vários eventos importantes para a plebe. Ele pode ser considerado com o centro da organização política dos plebeus, que tinham no monte Aventino a sua principal fortaleza, e o local onde suas decisões eram expressadas.
Um evento interessante ocorreu em 485 a.C., quando foi dedicado um simulacrum de bronze (provavelmente uma estátua) no local custeado pelos bens confiscados do próprio Espúrio Cássio, um aliado da plebe. Neste caso, a classe política romana, de caráter claramente aristocrático, conseguiu demonstrar a derrota das ambições democráticas de Cássio em sua própria sede de poder.